# 亀岡八幡宮 (益子町)
亀岡八幡宮（かめおかはちまんぐう）は、栃木県芳賀郡益子町小宅（おやけ）にある神社。

## 概要
益子町の北部、七井駅から国道123号（国道294号）沿いに北東へ進んだ先の小宅地区、太平洋クラブ益子PGAコース（ゴルフ場）の南隣りに、小宅古墳群と一体的な形で鎮座している。

## 祭神
- 誉田別尊
- 玉依姫尊
- 息長足姫尊

## 摂末社
- 伊門神社[2]
- 皇大神宮
- 藤森稲荷神社
- 古峯神社
- 招魂社